# Cossogno
Cossogno es una comune italiana de la provincia de Verbano-Cusio-Ossola, región de Piamonte, con 651 habitantes (2020).

## Evolución demográfica
| Gráfica de evolución demográfica de Cossogno entre 1861 y 2001 |
|                                                                |
| Fuente ISTAT - elaboración gráfica de Wikipedia                |